# Ștefan Tudorache
Ștefan Tudorache (n. 1936, comuna Iordăcheanu - județul Prahova, d. 11 mai 1998, Ploiești, județul Prahova) a fost un cunoscut acordeonist virtuoz din România.

## Biografie
S-a născut la data de 19 aprilie 1936 în satul Mocești, comuna Iordăcheanu, județul Prahova, fiind cel de-al treilea fiu al țambalistului Valter Tudorache. 
În 1948 cântă la prima sa nuntă cu acordeonul. 
În 1954 este angajat la Orchestra ansamblului de muzică populară „Flacăra” a Filarmonicii din Ploiești, dirijor fiind, în perioadă, violonistul Nicu Beliguță, unde învață notele muzicale.
În perioada 1956-1960 cântă în numeroase restaurante din Ploiești („Ciocârlia”, „Bulevard” sau „Crama Tunel”), alături de Constantin Văduva (nai), Ion Bolozan (contrabas) și Ionuț Vasilescu (pian, nepotul compozitorului Ion Vasilescu). 
În 1961 își formează un taraf cu care cântă la nunți, alcătuit din Grigore Prican (vioară), Tache „Oaie” (țambal) și Ștefan Alchirei (braci). 
În 1965, la o nuntă, îl întâlnește pe acordeonistul Ilie Udilă, cu care începe să colaboreze. Ilie Udilă (deja foarte cunoscut în perioadă) îi facilitează intrarea la Radio unde înregistrează câteva piese. 
În 1970 și 1972 imprimă doua discuri mici la Electrecord.
Începand cu anii `60, una dintre cele mai cunoscute piese orășenești de nuntă [„Sârba ca la nuntă”], este compusă de Ștefan Tudorache, demonstrând uriașul său impact asupra tradițiilor lăutăresc-urbane până în prezent.

## Decesul
Moare la data de 9 aprilie 1998 la Ploiești, județul Prahova.

## Discografie
Înregistrările lui Ștefan Tudorache au fost realizate la casa de discuri Electrecord și editate pe două discuri mici de vinil.
| An   | Număr de catalog | Format                | Piese                                                                                     | Acompaniament              |
| ---- | ---------------- | --------------------- | ----------------------------------------------------------------------------------------- | -------------------------- |
| 1970 | EPC 10.148       | disc vinil, EP, 17 cm | 1. Iutele 2. Mândrele 3. Sârba ca la nuntă 4. La răscruce, sus în deal 5. Brâul băieților | orchestra Constantin Mirea |
| 1972 | 45-EPC 10.275    | disc vinil, EP, 17 cm | 1. Dulce-i viața frățioare 2. Hora ca la nuntă 3. Fata mamei, fii cuminte 4. Sârba        | orchestra Paraschiv Oprea  |